# 水茴草
水茴草（学名：Samolus valerandi）为报春花科水茴草属下的一个种，遍佈歐、亞、非、澳四大洲。

## 扩展阅读
- 維基物種上的相關：水茴草